# Serie A 1965-1966 (pallavolo maschile)
La Serie A maschile FIPAV 1965-66 fu la 21ª edizione del principale torneo pallavolistico italiano organizzato dalla FIPAV.
Il titolo fu conquistato dalla Virtus Bologna dopo uno spareggio vinto a Milano il 30 giugno 1966 per 3-2 (14-16, 15-9, 15-17, 15-9, 15-13) contro la Ruini Firenze. Ravalico Trieste e Robur Ravenna furono penalizzate di un punto per la rinuncia a disputare le trasferte rispettivamente di Napoli contro l'Esercito e di Trieste contro la Ravalico.

## Classifica
| Pos. | Squadra                | Pt | G  | V  | P  | SV | SP |
| ---- | ---------------------- | -- | -- | -- | -- | -- | -- |
| 1.   | Virtus Bologna         | 42 | 22 | 21 | 1  | 64 | 12 |
| 2.   | Ruini Firenze          | 42 | 22 | 21 | 1  | 65 | 9  |
| 3.   | Salvarani Parma        | 34 | 22 | 17 | 5  | 56 | 24 |
| 4.   | Minelli Modena         | 26 | 22 | 13 | 9  | 50 | 41 |
| 5.   | Ravalico Trieste       | 23 | 22 | 12 | 10 | 38 | 43 |
| 6.   | Ciam Modena            | 22 | 22 | 11 | 11 | 45 | 42 |
| 7.   | La Torre Reggio Emilia | 20 | 22 | 10 | 12 | 39 | 47 |
| 8.   | Olimpia Vercelli       | 16 | 22 | 8  | 14 | 34 | 51 |
| 9.   | Italsider Genova       | 16 | 22 | 8  | 14 | 37 | 48 |
| 10.  | Casadio Ravenna        | 14 | 22 | 7  | 15 | 36 | 50 |
| 11.  | Esercito Napoli        | 8  | 22 | 4  | 18 | 21 | 59 |
| 12.  | Robur Ravenna          | -1 | 22 | 0  | 22 | 7  | 66 |

| Campione d'Italia | Retrocesse in Serie B |

## Risultati

### Tabellone
|                    | Bologna | Firenze | Genova | Modena Minelli | Modena Villa d'Oro | Napoli | Parma | Ravenna Casadio | Ravenna Robur | Reggio Emilia | Trieste | Vercelli |
| ------------------ | ------- | ------- | ------ | -------------- | ------------------ | ------ | ----- | --------------- | ------------- | ------------- | ------- | -------- |
| Bologna            | XXX     | 3-2     | 3-0    | 3-2            | 3-0                | 3-0    | 3-1   | 3-0             | 3-0           | 3-0           | 3-0     | 3-0      |
| Firenze            | 3-1     | XXX     | 3-0    | 3-1            | 3-1                | 3-0    | 3-1   | 3-0             | 3-0           | 3-0           | 3-0     | 3-0      |
| Genova             | 1-3     | 0-3     | XXX    | 3-2            | 3-1                | 3-0    | 0-3   | 3-2             | 3-0           | 3-0           | 2-3     | 1-3      |
| Modena Minelli     | 0-3     | 0-3     | 3-2    | XXX            | 3-2                | 3-0    | 3-2   | 3-0             | 3-0           | 2-3           | 2-3     | 3-2      |
| Modena Villa d'Oro | 0-3     | 1-3     | 3-1    | 3-2            | XXX                | 3-1    | 2-3   | 3-2             | 3-0           | 1-3           | 3-0     | 3-0      |
| Napoli             | 1-3     | 0-3     | 1-3    | 0-3            | 3-2                | XXX    | 0-3   | 2-3             | 3-1           | 0-3           | 3-0     | 2-3      |
| Parma              | 1-3     | 0-3     | 3-0    | 3-0            | 3-2                | 3-0    | XXX   | 3-1             | 3-0           | 3-0           | 3-0     | 3-1      |
| Ravenna Casadio    | 0-3     | 0-3     | 3-0    | 1-3            | 1-3                | 3-0    | 1-3   | XXX             | 3-0           | 3-2           | 2-3     | 3-1      |
| Ravenna Robur      | 0-3     | 0-3     | 0-3    | 1-3            | 0-3                | 2-3    | 0-3   | 0-3             | XXX           | 0-3           | 0-3     | 2-3      |
| Reggio Emilia      | 1-3     | 1-3     | 3-2    | 1-3            | 2-3                | 3-2    | 1-3   | 3-2             | 3-1           | XXX           | 3-0     | 1-3      |
| Trieste            | 0-3     | 0-3     | 3-2    | 2-3            | 3-0                | 3-0    | 0-3   | 3-2             | 3-0           | 3-0           | XXX     | 3-1      |
| Vercelli           | 0-3     | 0-3     | 3-2    | 1-3            | 0-3                | 3-0    | 1-3   | 3-1             | 3-0           | 1-3           | 2-3     | XXX      |

## Fonti
- Filippo Grassia e Claudio Palmigiano (a cura di). Almanacco illustrato del volley 1987. Modena, Panini, 1986.
- LegaVolley.it.